# Oxyde de protactinium(IV)
L'oxyde de protactinium(IV) est un composé chimique de formule PaO2. Cet oxyde noir est formé par réduction par l'hydrogène de Pa2O5 à 1 550 °C. Il n'est pas soluble dans l'acide sulfurique, l'acide nitrique ou l'acide fluorhydrique mais réagit avec l'acide fluorhydrique,.